# Rónai Dénes
Rónai Dénes (eredeti neve: Rosenberg Izidor) (Gyula, 1875. július 10. – Budapest, 1964. április 8.) magyar fényképész, fotóművész, bábművész, filmrendező, operatőr. A művészi bábjáték magyar úttörője. Rónai Mihály (1879–1945) állatorvos és Rónai Hermin (1877–1926) színésznő testvére; Székely Aladár unokatestvére.

## Életpályája
Szülei: Rónai (Rosenberg) Fülöp és Bleyer Eleonóra voltak. 1892-ben költözött Budapestre, ahol Mertens Ede inasa volt. 1893–1895 között a Koller Károly (1838–1889) utóda műterem retusálója lett. Fényképészeti tanulmányait Budapesten és Bécsben végezte el. 1895-ben dr. Székely, Kalmár és Szigeti műtermébe került Bécsben. 1895-ben Münchenben Hanfstänglnél, Hamburgban Rudolf Dührkoopnál tanult. Bécsben a Graphische Lehr- und Versuchsanstalt diákja volt 1899-ben. Lyonban Lumière mellett részt vett a mozgófényképezés munkáiban. 1899-ben Orosházán Székely Aladárral műtermet nyitott. 1900–1903 között Mezőtúron volt műterme. 1903–1909 között Egerben dolgozott a műtermében. 1905-től kiállító művész volt. 1908-ban ösztöndíjjal Nyugat-Európa országaiban tartózkodott. 1909–1910 között Szolnokon tevékenykedett. 1910-ben Budapesten megnyitotta műtermét. Gulácsy Lajos első kiállítását saját fotóműtermében rendezte meg 1911-ben. 1913-ban Csorba Győző szobrászművész állította ki műveit műtermében. 1914–1918 között önkéntes, majd hadapród volt a világháborúban. 1917–1918 között megalapította az első magyar művészi bábszínházat, ahol 1918–1919 között előadásokat tartott. (Belvárosi Színház). 1919-ben Állami Bábszínház néven, az Angol Parkban játszottak. 1929-ben a Magyar Fotográfia főszerkesztője, 1934–1938 között szerkesztője volt. 1945-ben a Budapest ostromakor megsemmisült műterme helyett újat nyitott. 1957-től a Magyar Fotóművészek Szövetségének tagja volt.

### Munkássága
Fotóművészként az akkor uralkodó festői stílus képviselője volt. Karinthy Frigyes, Móricz Zsigmond, Móra Ferenc, Tóth Árpád, Rippl-Rónai József képmásai s Bartók Béláról készült ismert cigarettás képe kora fotóművészetének kiváló alkotásai. Bevezette a fényképeknek festményjelleget adó – ma nem használt – ún. „nemes” másolási eljárásokat. Több fontos fényképészeti szabadalma volt. Több évig a Fényképészeti Lapok főszerkesztője volt. 1913-ban maga írta, rendezte és műtermében forgatta Drághfy Veron című filmjét. Filmesztétikai nézetei korában úttörőek voltak. Színházának Babits Mihály, Balázs Béla, Karinthy Frigyes, Kosztolányi Dezső, Mohácsi Jenő, Rédey Tivadar voltak írómunkatársai.
Sírja a Farkasréti temetőben található (928-8).

## Kiállításai

### Egyéni
- 1925 Párizs, Bréma, Hamburg, Lübeck
- 1931 Budapest (Balogh Rudolffal, Pécsi Józseffel)
- 1948 Budapest

### Válogatott, csoportos
- 1905-1906, 1908, 1922, 1931, 1934, 1937 Budapest
- 1927 London
- 1928 Zaragosa
- 1933 Milánó
- 1937 Kolozsvár

## Filmjei
- Drághfy Veron (1913)

## Díjai
- Daguerre-emlékérem (1939)